# L'Abbaye (Ille-et-Vilaine)
Pour les articles homonymes, voir L'Abbaye.
L'Abbaye, est une ancienne commune du département d'Ille-et-Vilaine créé en 1790, sur la base de la paroisse organisée autour de L'Abbaye-sous-Dol, faisait partie du doyenné de Dol relevant de l'évêché de Dol et qui était sous le vocable de Notre-Dame. La commune sera absorbée (avec celle  de Carfantain) avant l'an II (1794) par la commune de Dol-de-Bretagne.